# Creoleon cecconinus
Creoleon cecconinus is een insect uit de familie van de mierenleeuwen (Myrmeleontidae), die tot de orde netvleugeligen (Neuroptera) behoort. 
Creoleon cecconinus is voor het eerst wetenschappelijk beschreven door Navás in 1932.